# Oncopus
Oncopus is een geslacht van vlinders van de familie spanners (Geometridae), uit de onderfamilie Sterrhinae.

## Soorten
- O. citrosa Hübner & Geyer, 1832
- O. transpecta Hübner & Geyer, 1832